# Arkas

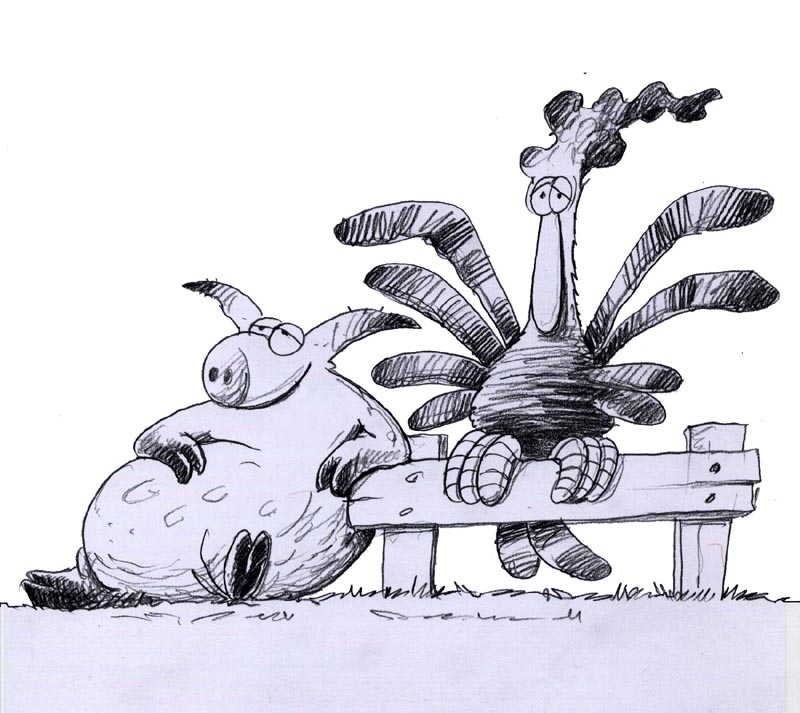
Le coq et le cochon. Personnages du "Coq".

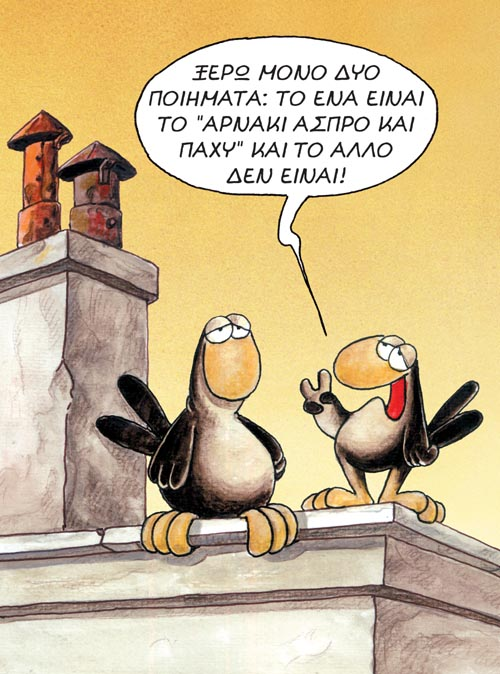
Les oiseaux de la série "Vols à basse altitude".

Arkas (grec moderne : Αρκάς) est le nom de plume d'un célèbre dessinateur grec de bande dessinée qui a commencé son travail au début des années 1980.

## Biographie
Ses bandes dessinées sont le plus souvent publiées dans des journaux et magazines et ensuite rassemblées dans un album. Elles ont un style unique, combinant humour et questions philosophiques parfois profondes. La structure des histoires est très simple, chaque album ayant des bandes individuelles qui suivent certaines directives générales. La plupart du temps on ne voit que deux personnages principaux : l'un est la figure rationnelle, sceptique et interrogative, tandis que l'autre est un personnage grossier, vulgaire ou juste à tête vide qui a la plupart des chutes amusantes. Les histoires se déroulent dans divers lieux et situations et les protagonistes peuvent être des êtres humains, des animaux ou même des personnages de jeu vidéo.
Arkas reste secret, n'apparaissant que rarement dans les conventions d'artistes et évitant la publicité, les interviews et les apparitions à la télévision. On le cite affirmer qu'un artiste doit être connu de par son travail et non par la promotion qu'il peut faire. Un mystère a été créé autour de son identité et son vrai nom reste encore inconnu. Arkas en grec signifie Arcadien, soit quelqu'un qui vient de la province d'Arcadie, mais l'écriture en camel case utilisée par l'artiste (ArKas) suggère qu'Arkas pourrait seulement reprendre le début de son prénom et de son nom ; le nom Aris Kastrinos (Άρης Καστρινός) ayant apparu dans certains forums grecs. Encore deux noms lui ont été attribués de temps à autre, Antonis Evdémon (Αντώνης Ευδαίμων) et Gérasimos Spanodimitris (Γεράσιμος Σπανοδημήτρης), mais ils sont aussi probablement des pseudonymes. Selon les rumeurs de fans, il est docteur, psychologue ou psychiatre de profession.
En 1997, quand Thessalonique était capitale européenne de la culture, il a été demandé à Arkas de dessiner le logo de la ville.
Arkas a été traduit en plusieurs langues. On peut trouver des traductions de ses livres en anglais, français, allemand, roumain, espagnol, portugais, italien, bulgare, polonais et serbe.

## Publications

### En Grèce
- Φάε το κερασάκι / Mange la cerise
- O Κόκκορας / Le coq
- Ο Ισοβίτης / Perpette
- Ο Παντελής και το λιοντάρι / Pantelis et le lion
- Show Business
- ΠειραματόΖΩΑ / ANIMALtesting
- Καστράτο / Castrato
- Χαμηλές Πτήσεις / Vols à basse altitude
- Η Ζωή Μετά / La vie après
- Ο καλός λύκος / Le bon loup
- Ξυπνάς μέσα μου το ζώο / Tu réveilles l'animal en moi
- Μετά την καταστροφή / Après la catastrophe
- Εχθροί εξ' αίματος (Θεατρικό) / Ennemis de sang (Pièce de théâtre)

### En France

#### Série PerpettechezGlénat
- Perpette, tome 1 : Mauvaises fréquentations
- Perpette, tome 2 : Un rat dans ma soupe
- Perpette, tome 3 : Docteur, j'ai le cafard...
- Perpette, tome 4 : Il y a un dieu pour les voleurs